# Sergio Cammariere in concerto dal Teatro Strehler di Milano
Sergio Cammariere – In concerto dal Teatro Strehler di Milano è un film musicale del 2003, registrato il 28 aprile 2003 da Sergio Cammariere e la sua band al Teatro Strehler di Milano durante il Dalla pace del mare lontano tour del medesimo anno.

## Elenco tracce
1. Intro - 2:36
2. My Song (Keith Jarrett) - 5:54
3. Sorella Mia - 4:40
4. Le Porte Del Sogno - 7:43
5. Canto Nel Vento - 5:00
6. Tempo Perduto 4:55
7. Per Ricordarmi Di Te - 5:19
8. Il Mare - 4:16
9. Cambiamenti Del Mondo - 11:43
10. Dalla Pace Del Mare Lontano - 5:52
11. Tutto Quello Che Un Uomo - 4:21
12. Via Da Questo Mare - 5:13
13. Cantautore Piccolino - 4:20
14. L'impotenza (Giorgio Gaber) - 4:10
15. Vita D'artista - 5:29
16. Apri La Porta (Bonus Track) - 3:45
17. Dalla Pace Del Mare Lontano (Bonus Track) - 5:42
18. Sorella Mia (Videoclip)
19. Via Da Questo Mare (Videoclip)

## Formazione
- Sergio Cammariere - voce, pianoforte
- Amedeo Ariano - batteria
- Luca Bulgarelli - contrabbasso
- Fabrizio Bosso - tromba